# Knut Olav Rindarøy
Knut Olav Rindarøy (Molde, 17 luglio 1985) è un ex calciatore norvegese, di ruolo difensore.

## Caratteristiche tecniche
Rindarøy è considerato uno dei migliori terzini sinistri del calcio scandinavo. Calciatore veloce, è dotato di un buon piede sinistro che gli permette di fornire cross interessanti per gli attaccanti. Nonostante sia un calciatore prettamente offensivo, è in grado di sacrificarsi anche in fase difensiva. Ha un buon occhio per i lanci lunghi, riuscendo ad individuare i compagni che si muovono in profondità, per servirli adeguatamente.

## Carriera

### Club

#### Gli esordi e l'affermazione
Rindarøy esordì nell'Eliteserien il 4 luglio 2004, schierato titolare nella vittoria per 2-1 sul Lyn Oslo. Per le prime due stagioni in squadra, non riuscì ad avere molto spazio. Le cose cambiarono con il campionato 2006, quando riuscì a totalizzare 26 apparizioni tra l'Eliteserien e le coppe. Nello stesso anno, segnò la prima rete in carriera: fu autore di una delle marcature che permisero il successo del Molde sul KIL/Hemne per 11-1. Il 10 agosto disputò anche il primo match nelle competizioni europee per club, quando fu schierato titolare nella partita d'andata del secondo turno preliminare della Coppa UEFA 2006-2007, pareggiato per 0-0 contro lo Skonto. Alla fine della stagione, però, il Molde retrocesse in 1. divisjon.
La retrocessione gli fece aumentare ancora lo spazio in squadra. Il 26 agosto siglò la prima rete in campionato, nel successo per 12-1 sul Mandalskameratene. Il Molde vinse il campionato e tornò immediatamente nell'Eliteserien.
Il 3 ottobre 2009 segnò il primo gol nella massima divisione norvegese, nella sconfitta per 2-1 sul campo dell'Odd Grenland.

#### L'avventura al Deportivo
Il 24 agosto 2010 fu reso noto il suo passaggio, con la formula del prestito per una stagione, agli spagnoli del Deportivo. Il nuovo club si riservò anche l'opzione di trattenere Rindarøy a titolo definitivo. Il debutto nella Primera División fu datato 26 settembre, quando fu schierato titolare nella sconfitta per 2-0 contro l'Almería.
Il 13 gennaio 2011 realizzò un autogol nell'andata dei quarti di finale dell'edizione stagionale della Coppa del Re, contro l'Almería. Deviò nella propria porta, infatti, un pallone calciato da Juanma Ortiz. Il 1º febbraio 2011 fu ufficialmente escluso dalla rosa del Deportivo, poiché il club spagnolo non poté inserire nella lista per il campionato più di un certo numero di calciatori stranieri. Perse anche il numero di maglia, che fu assegnato ad un nuovo acquisto della società. Rindarøy dichiarò di aver ricevuto questa notizia via SMS, mentre si trovava in Norvegia per la nascita della figlia e di essere dispiaciuto per averlo saputo dopo la chiusura della finestra di trasferimento invernale. Manifestò poi la volontà di non voler tornare al Molde, perché sarebbe stato un passo indietro per la sua carriera.
Non giocò più alcun match per il Depor, che a fine stagione retrocesse.

#### Il rientro al Molde
Terminato il prestito, Rindarøy tornò al Molde. Il nuovo allenatore, Ole Gunnar Solskjær, ne annunciò il reintegro nel mese di luglio, volendo sfruttare la voglia di riscatto del terzino. Rindarøy tornò così a rafforzare il reparto difensivo della squadra. Tornò in campo il 4 agosto, nel successo per 2-1 sullo Start. Giocò anche l'incontro con il Rosenborg, disputato pochi giorni dopo. Questi furono i primi due match giocati dopo sette mesi di soli allenamenti ed il calciatore dichiarò di sentirsi "arrugginito", ma felice di essere tornato al Molde dopo quello che definì "un fallimento" al Deportivo. Il 23 marzo 2013, rinnovò l'accordo che lo legava al club per ulteriori cinque anni. Il 4 ottobre 2014 vinse il campionato 2014 con il suo Molde, raggiungendo matematicamente il successo finale con quattro giornate d'anticipo grazie alla vittoria per 1-2 sul campo del Viking. Il 23 novembre successivo, il Molde centrò il successo finale nel Norgesmesterskapet 2014, ottenendo così il double.
Al termine del campionato 2017, si è ritirato dal calcio professionistico.

### Nazionale
Rindarøy giocò 3 partite per la Norvegia under 21. L'esordio fu datato 31 maggio 2006, quando subentrò a Trond Erik Bertelsen nella vittoria per 1-0 contro la Spagna under 21. Il 10 ottobre 2009, invece, giocò il primo incontro per la Nazionale maggiore: sostituì Morten Gamst Pedersen alla ripresa del secondo tempo dell'incontro amichevole disputato con il Sudafrica.

## Statistiche

### Presenze e reti nei club
Statistiche aggiornate al 28 novembre 2017.
| Stagione       | Club         | Campionato   | Campionato | Campionato | Coppe nazionali | Coppe nazionali | Coppe nazionali | Coppe continentali | Coppe continentali | Coppe continentali | Supercoppe | Supercoppe | Supercoppe | Totale | Totale |
| Stagione       | Club         | Comp         | Pres       | Reti       | Comp            | Pres            | Reti            | Comp               | Pres               | Reti               | Comp       | Pres       | Reti       | Pres   | Reti   |
| -------------- | ------------ | ------------ | ---------- | ---------- | --------------- | --------------- | --------------- | ------------------ | ------------------ | ------------------ | ---------- | ---------- | ---------- | ------ | ------ |
| 2004           | Molde        | ES           | 5          | 0          | CN              | 0               | 0               | -                  | -                  | -                  | -          | -          | -          | 5      | 0      |
| 2005           | Molde        | ES           | 4          | 0          | CN              | 0               | 0               | -                  | -                  | -                  | -          | -          | -          | 4      | 0      |
| 2006           | Molde        | ES           | 20         | 0          | CN              | 3               | 1               | CU                 | 4                  | 0                  | -          | -          | -          | 27     | 1      |
| 2007           | Molde        | 1D           | 25         | 1          | CN              | 0               | 0               | -                  | -                  | -                  | -          | -          | -          | 25     | 1      |
| 2008           | Molde        | ES           | 23         | 0          | CN              | 4               | 0               | -                  | -                  | -                  | -          | -          | -          | 27     | 0      |
| 2009           | Molde        | ES           | 29         | 1          | CN              | 4               | 0               | -                  | -                  | -                  | -          | -          | -          | 33     | 1      |
| gen.-ago. 2010 | Molde        | ES           | 15         | 0          | CN              | 2               | 0               | UEL                | 4                  | 1                  | -          | -          | -          | 21     | 1      |
| 2010-2011      | Deportivo    | PD           | 4          | 0          | CR              | 2               | 0               | -                  | -                  | -                  | -          | -          | -          | 6      | 0      |
| lug.-dic. 2011 | Molde        | ES           | 12         | 0          | CN              | 1               | 0               | -                  | -                  | -                  | -          | -          | -          | 13     | 0      |
| 2012           | Molde        | ES           | 26         | 0          | CN              | 4               | 0               | UCL+UEL            | 4+5                | 0                  | -          | -          | -          | 39     | 0      |
| 2013           | Molde        | ES           | 18         | 0          | CN              | 3               | 1               | UCL+UEL            | 2+2                | 0                  | -          | -          | -          | 25     | 1      |
| 2014           | Molde        | ES           | 7          | 0          | CN              | 2               | 0               | UEL                | 1                  | 0                  | -          | -          | -          | 10     | 0      |
| 2015           | Molde        | ES           | 11         | 0          | CN              | 5               | 0               | UCL                | 3+5                | 0                  | -          | -          | -          | 24     | 0      |
| 2016           | Molde        | ES           | 11         | 0          | CN              | 3               | 0               | -                  | -                  | -                  | -          | -          | -          | 14     | 0      |
| 2017           | Molde        | ES           | 5          | 0          | CN              | 1               | 0               | -                  | -                  | -                  | -          | -          | -          | 6      | 0      |
| Totale Molde   | Totale Molde | Totale Molde | 211        | 2          |                 | 32              | 2               |                    | 30                 | 1                  |            | -          | -          | 273    | 5      |
| Totale         | Totale       | Totale       | 215        | 2          |                 | 34              | 2               |                    | 30                 | 1                  |            | -          | -          | 279    | 5      |

### Cronologia presenze e reti in Nazionale
| Cronologia completa delle presenze e delle reti in nazionale ― Norvegia | Cronologia completa delle presenze e delle reti in nazionale ― Norvegia | Cronologia completa delle presenze e delle reti in nazionale ― Norvegia | Cronologia completa delle presenze e delle reti in nazionale ― Norvegia | Cronologia completa delle presenze e delle reti in nazionale ― Norvegia | Cronologia completa delle presenze e delle reti in nazionale ― Norvegia | Cronologia completa delle presenze e delle reti in nazionale ― Norvegia | Cronologia completa delle presenze e delle reti in nazionale ― Norvegia |
| Data                                                                    | Città                                                                   | In casa                                                                 | Risultato                                                               | Ospiti                                                                  | Competizione                                                            | Reti                                                                    | Note                                                                    |
| ----------------------------------------------------------------------- | ----------------------------------------------------------------------- | ----------------------------------------------------------------------- | ----------------------------------------------------------------------- | ----------------------------------------------------------------------- | ----------------------------------------------------------------------- | ----------------------------------------------------------------------- | ----------------------------------------------------------------------- |
| 10-10-2009                                                              | Oslo                                                                    | Norvegia                                                                | 1 – 0                                                                   | Sudafrica                                                               | Amichevole                                                              | -                                                                       |                                                                         |
| 12-10-2010                                                              | Zagabria                                                                | Croazia                                                                 | 2 – 1                                                                   | Norvegia                                                                | Amichevole                                                              | -                                                                       |                                                                         |
| Totale                                                                  |                                                                         | Presenze                                                                | 2                                                                       |                                                                         | Reti                                                                    | 0                                                                       |                                                                         |

## Palmarès

### Giocatore

#### Club
- Coppa di Norvegia: 2

Molde: 2005, 2013
- Campionato norvegese: 3

Molde: 2011, 2012, 2014

#### Individuale
- Premio Kniksen per il miglior difensore del campionato norvegese: 1

2009